# Московская зона ПВО
Московская зона ПВО — оперативное объединение войск ПВО страны в вооружённых силах СССР, охранявшее воздушное пространство Москвы и Московского экономического района накануне и в первые месяцы Великой Отечественной войны.

## Боевая задача
Основная задача зоны ПВО — прикрытие от ударов с воздуха Москвы, важных объектов и коммуникаций Московского экономического район.

## История
Сформирована приказом НКО от 14 февраля 1941 года на основе частей и соединений противовоздушной обороны Московского военного округа.
Постановлением НКО СССР от 9 ноября 1941 года Московская зона ПВО 24 ноября 1941 года переформирована в Московский корпусной район ПВО. На базе управления зоны ПВО создано управление Московского корпусного района ПВО.

## В действующей армии
В составе действующей армии:
- с 22 июня 1941 года по 24 ноября 1941 года.

## Состав
В первоначальной стадии формирования зоны ПВО в неё вошли соединения и части ПВО Московского военного округа:
- Управление (штаб) зоны ПВО;
- 1-й корпус ПВО;
- 6-й истребительный авиационный корпус ПВО;
- Калининский бригадный район ПВО;
- Ярославский бригадный район ПВО;
- Горьковский бригадный район ПВО;
- Тульский бригадный район ПВО.

## Принципы построения противовоздушной обороны
Противовоздушная оборона строилась на принципе комплексного использования всех средств ПВО: к июлю 1941 года в составе войск, входивших в зону ПВО насчитывалось:
- 602 самолёта-истребителя[1];
- 1044 зенитных орудия[1];
- 336 зенитных пулеметов[1];
- 8 радиолокационных станций[1];
- 618 зенитных прожекторов[1];
- 124 аэростата заграждения[1];
- свыше 600 постов ВНОС[1].

В основу ПВО Москвы был положен принцип круговой эшелонированной обороны с усилением западного и южного направлений, как направлений наиболее вероятного появления воздушного противника. Разведку воздушного противника и оповещение о его действиях осуществляли посты ВНОС, расположенные от центра Москвы на 200—250 км. Такое расположение позволяло истребительной авиации выполнять перехват целей и вступать в воздушный бой с самолётами противника за 150—200 км от Москвы и проводить воздушные бои до внешней границы зоны зенитного огня ПВО (28 — 32 км от центра города), куда вход истребителям запрещался (за исключением случаев, когда шло преследование самолётов противника, начатое до зоны огня зенитной артиллерии).
В последующем с целью улучшения системы управления истребительной авиацией зона ПВО была разделена на четыре сектора, в каждом секторе был назначен ответственный в ранге заместителя командира 6-го истребительного авиационного корпуса ПВО:
- Западный сектор, ответственный — заместитель командир корпуса подполковник П. М. Стефановский, в подчинении семь иап;
- Северный сектор, ответственный — заместитель командир корпуса полковник А. И. Митенков, в подчинении три иап;
- Южный сектор, ответственный — заместитель командир корпуса полковник К. Н. Трифонов, в подчинении шесть иап;
- Восточный сектор, ответственный — заместитель командир корпуса майор М. Н. Якушин, в подчинении два иап.

В середине июля в рамках общего плана наступления командование Вермахта специально рассмотрело вопрос о подготовке и проведении массированных налетов авиации на Москву. Первую попытку провести массированный налет на столицу немецко-фашистское командование предприняло в ночь на 22 июля. Налет вражеских бомбардировщиков на Москву продолжался пять часов четырьмя последовательными эшелонами одиночных самолётов и мелкими группами. Первый, а также последующие массированные налеты на столицу были успешно отражены силами ПВО.

## Командование
Командующий зоной ПВО
- генерал-майор Громадин, Михаил Степанович.[6]

Начальник штаба
- полковник Герасимов А. В.[6]